# Der vorletzte Akt
Der vorletzte Akt ist ein deutscher Dokumentarfilm von Walter Krüttner aus dem Jahr 1965 über die im Konzentrationslager Theresienstadt gespielte Kinderoper Brundibar. Zum ersten Mal aufgeführt wurde er 1965 in der ARD.

## Hintergrund
Brundibar ist eine Kinderoper in zwei Akten von Hans Krása (Komponist) und Adolf Hoffmeister (Librettist).
Das Werk entstand für einen Wettbewerb, der vom tschechoslowakischen Ministerium für Schulwesen und Volksbildung im Jahr 1938 ausgeschrieben wurde. Die Oper wurde zwar für den Wettbewerb eingereicht, dieser fand jedoch aufgrund der Zerschlagung der Tschechoslowakei durch das nationalsozialistische Deutschland nicht mehr statt. Krásas Künstlerfreunde erfuhren im Sommer 1941 von dieser Oper und der Dirigent Rafael Schächter (1905–1945) schlug vor, die Oper mit den Kindern aus dem jüdischen Waisenhaus in der Belgická Straße in Prag aufzuführen. Die Uraufführung und eine weitere Vorstellung konnten erst Ende 1942/Anfang 1943 realisiert werden, nicht mit den Waisen-, sondern anderen jüdischen Kindern aus Prag. Die Waisenkinder, Krása und Schächter waren zu diesem Zeitpunkt bereits in das Konzentrationslager Theresienstadt deportiert und das Waisenhaus zu einem Lazarett für Alte und Transportunfähige umfunktioniert worden.
Es gelang einen Klavierauszug der Oper nach Theresienstadt zu bringen und Hans Krása schrieb die Partitur nach diesem Klavierauszug erneut nieder. Die Oper wurde in nur anderthalb Monaten neu einstudiert und erstmals am 23. September 1943 aufgeführt. Brundibar wurde 55 Mal gespielt und gab den teilnehmenden Kindern ein Stück Normalität und Lebensfreude. Das Ensemble bestand aus zehn Solisten und Solistinnen, die stets die gleichen blieben. Die vierzig Choristen und Choristinnen mussten häufig neu besetzt werden, da viele der Darsteller in Vernichtungslager deportiert wurden. Der Propagandafilm Theresienstadt verwendete einen Ausschnitt aus der Oper.

## Inhalt
1965 entstand in den Studios „Kinderfilm Prag“ der Fernsehfilm Der vorletzte Akt von Jindřich Fairaizl, in dem Musik aus Brundibár zu hören war. In Theresienstadt und an anderen für die Oper bedeutenden Orten wurden Interviews mit dem Librettisten Adolf Hoffmeister, mit Rudolf Freudenfeld (Franěk) sowie einigen der überlebenden Mitwirkenden der Theresienstädter Aufführungen wie Zdeněk Ornest (1929–1990), Josef Bor, Otto Kelin und Norbert Frýd gedreht.
Die tschechische Germanistin, Mitbegründerin und jahrelange Vorsitzende des Instituts "Theresienstädter Initiative" Dagmar Lieblová, geb. Fantlová (1929–2018), gab zu dieser Aufführung im Jahr 2015 ein Interview:  "Ich erinnere mich, dass eine Fernsehbearbeitung des Brundibárs bei uns irgendwann mal in den 60-Jahren gesendet wurde. Die Sendung hat Zdeněk Ornest moderiert, der in Theresienstadt den Part des Hundes gesungen hat. Ich weiß noch, dass in dieser Bearbeitung die einen nur gesungen, die anderen wiederum nur gespielt und getanzt haben. Es war der jetzige kambodschanische König, der in Prag Tanz studierte. Ich weiß nicht mehr, wie er heißt (es war Norodom Sihamoni). Er spielte und tanzte den Hund in Brundibár. Es sind schon einige Jahre her, dass er Prag besuchte. Sequenzen aus dieser Fernsehbearbeitung wurden im Haus zur steinernen Glocke ausgestellt...".
Der Film wurde am 9. Oktober 1965 im Studienprogramm des BR Fernsehen ausgestrahlt, bearbeitet von Walter Krüttner. Krüttner verfolgte zwei Ziele: Berichten und Mahnen ebenso wie Informieren und Erinnern, das heißt beim Spiel soll die zum Erlebnis werdende Information umschlagen in Anklage und Mahnung.

## Kritik
Der Evangelische Film-Beobachter zieht folgendes Fazit: Ein ergreifendes Dokument, das gekürzt aber noch überzeugender wirken würde. Mit entsprechender Einführung sollte dieser Film vor allem in der Erwachsenen- und Jugendbildungsarbeit eingesetzt werden. Das Lexikon des Internationalen Films bemerkt lapidar: Eindrucksvoll und erschütternd. Die Filmbewertungsstelle Wiesbaden erteilte dem Streifen das Prädikat «Besonders Wertvoll». 